# Wuxue
Koordinaten: 30° 7′ N, 115° 43′ O
Die Stadt Wuxue (chinesisch 武穴市, Pinyin Wǔxué Shì) ist eine kreisfreie Stadt, die zum Verwaltungsgebiet der bezirksfreien Stadt Huanggang in der chinesischen Provinz Hubei gehört. Ihr Verwaltungsgebiet erstreckt sich über eine Fläche von 1.230 km² und er zählt 654.000 Einwohner (Stand: Ende 2019).